# Liste der Monuments historiques in Vézelois
Die Liste der Monuments historiques in Vézelois führt die Monuments historiques in der französischen Gemeinde Vézelois auf.

## Liste der Objekte
| Bezeichnung               | Beschreibung                             | Standort                         | Kennzeichnung | Schutzstatus | Datum | Bild |
| ------------------------- | ---------------------------------------- | -------------------------------- | ------------- | ------------ | ----- | ---- |
| Glocke                    | Bronze, 1780 gegossen                    | in der Kirche St-Thiébaud (Lage) | PM90000093    | Classé       | 1977  |      |
| Skulptur Madonna mit Kind | Holz, polychrom gefasst, 17. Jahrhundert | in der Kirche St-Thiébaud (Lage) | PM90000390    | Inscrit      | 1975  |      |